# Viviana von Bigarden

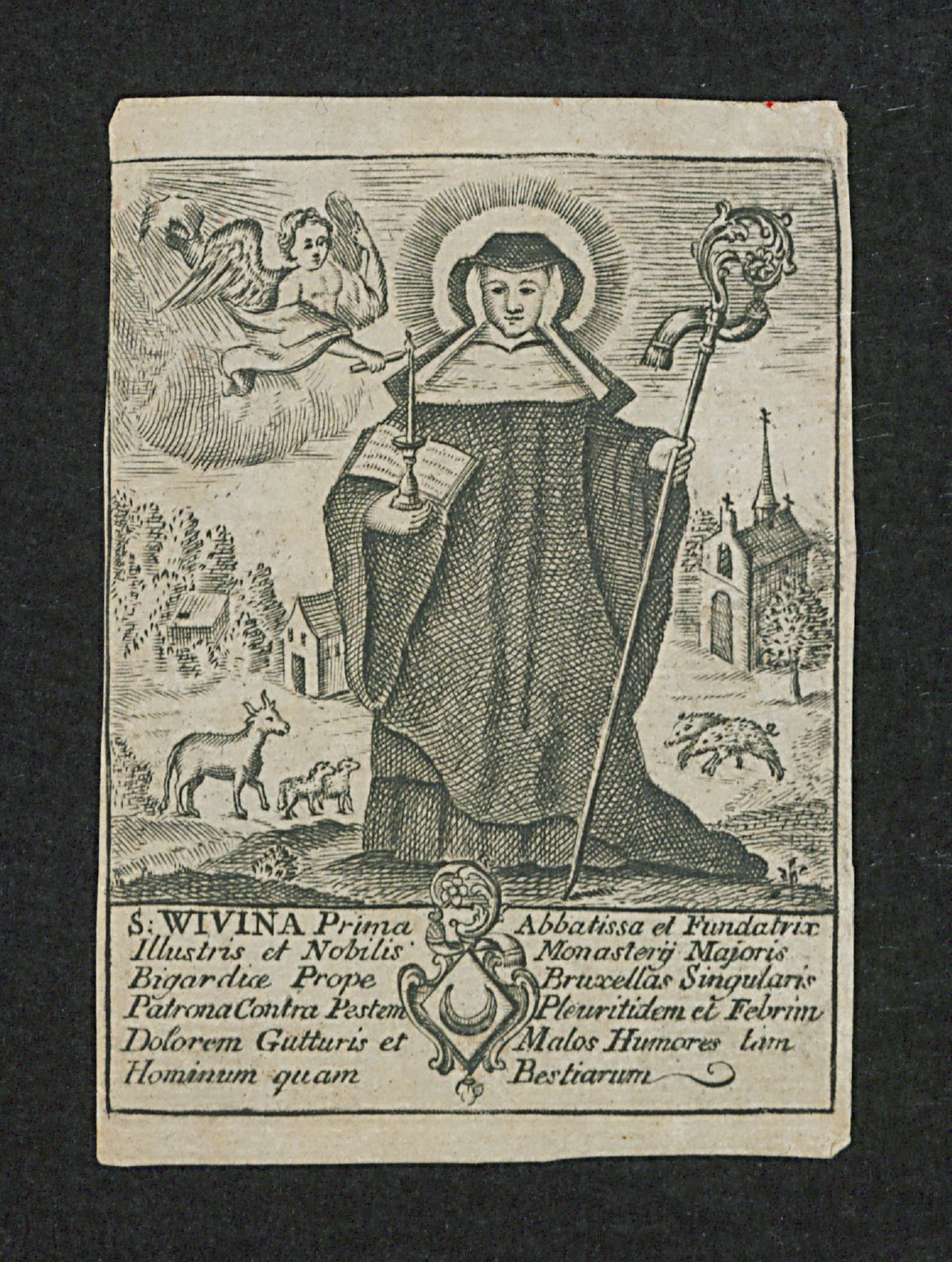
Wivina van Bijgaarden, Äbtissin

Viviana von Bigarden, auch Wivina van Bijgaarden oder Vivina von Brüssel (* um 1109 in Oisy-le-Verger; † 17. Dezember 1179 in Bijgaarden) war eine benediktinische Äbtissin. In Flandern und in der Gegend um Arras wird sie als Lokalheilige verehrt. Ihr Namenstag wird am 17. Dezember, ihrem Todestag, gefeiert.

## Leben
Wivina wurde als Tochter von Hugo II. van Oisy, Kastellan (Vizegraf) von Cambrai geboren.
Sie war für ihre Schönheit bekannt. Bewerber um ihre Hand wies sie jedoch ab. Sie lebte bis zu ihrem 23. Lebensjahr in ihrem Elternhaus, als sie es heimlich verließ, um als Einsiedlerin im Wald von Bijgaarden zu leben. Nachdem sich Schülerinnen um sie versammelt hatten, nahm sie die Schenkung eines Grundstücks durch Graf Gottfried VI. an. Dort errichtet sie 1146 ein Kloster, dem sie als erste Äbtissin diente.
Als Priorin stellte sie es unter die Leitung des Abts von Affligem. Sie starb am 17. Dezember 1179. Nach ihrem Tod soll sie viele Wunder bewirkt haben, u. a. habe sie eines Tages wunderbarerweise eine erloschene Kerze wieder zum Brennen gebracht. Ein Leuchter mit einer brennenden Kerze ist daher ihr typisches Heiligenattribut.

## Historische Quellen, Heiligenkult
Über ihr Leben gibt es wenige gesicherte Quellen. Ihr Name taucht zum ersten Mal in einer Urkunde von 1133 des Gottfried von Brabant auf, allerdings ohne den Zusatz „Äbtissin“. Eine Vita beatae Wivinae geht in die ersten Jahre des 13. Jahrhunderts zurück und wurde im 16. und 17. Jahrhundert überarbeitet und ergänzt. 1722 erschien eine Hagiographie mit Legenden über ihr Leben und Berichten über Wunder, die sie bewirkt haben soll. Das Martyrologium Romanum gibt als Sterbedatum den 17. Dezember 1170 an.

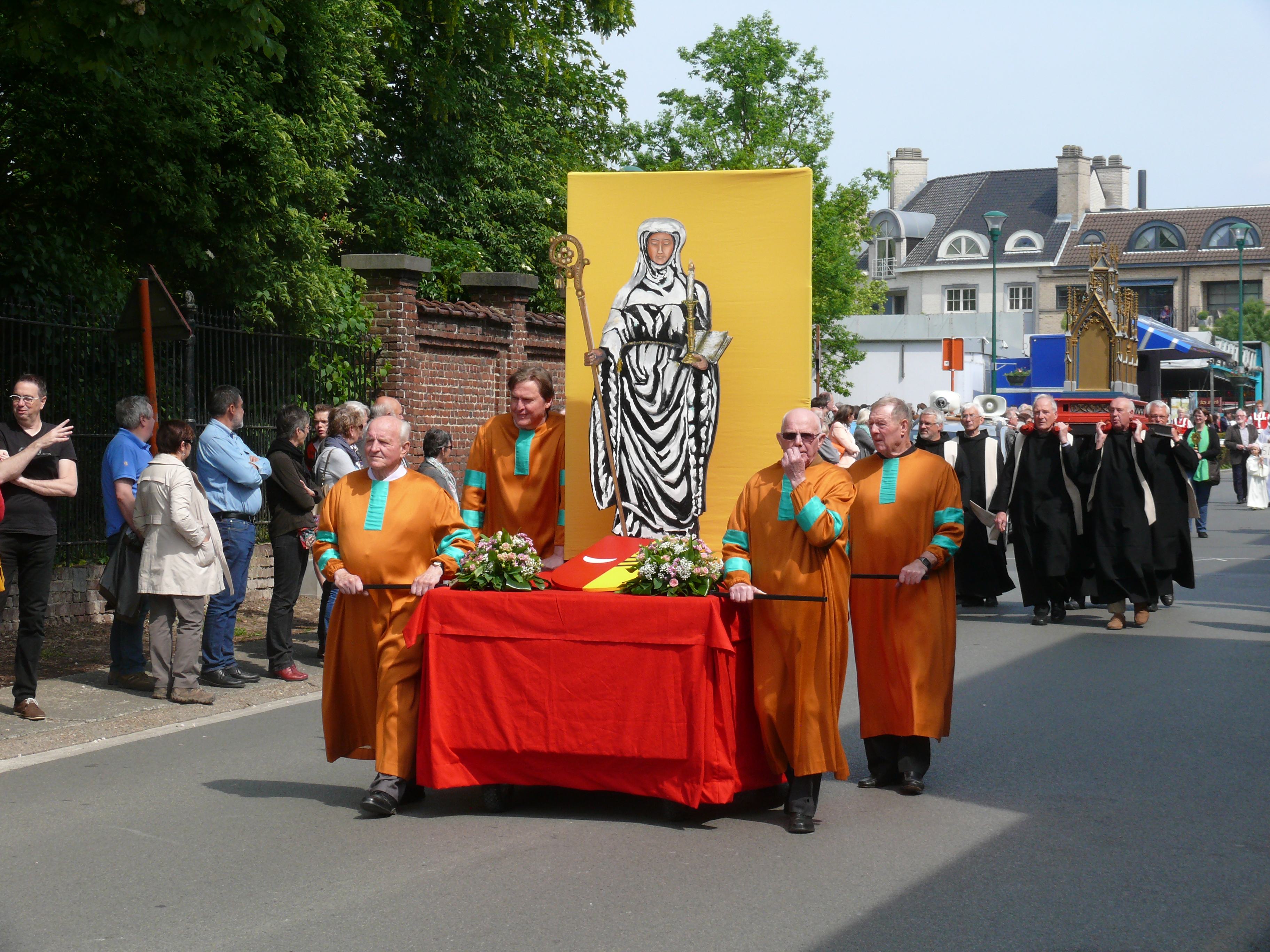
Prozession mit einem Bildnis der Heiligen, Mitgliedern der Bruderschaft und Benediktinermönchen mit einer Nachbildung des Reliquienschreins, 2014

Wivina wurde auf Veranlassung des Bischofs von Cambrai in der Abtei Grand-Bigard bestattet. Nach der Auflassung des Klosters 1796 wurden ihre Reliquien in die Kirche Notre Dame du Sablon bei Brüssel überführt. Am 29. Juni 1812 gab es eine weitere, feierliche Translation in die Kirche von Orbais. 1820 gründete sich dort eine Bruderschaft, die nach ihr benannt wurde.
In Groot-Bijgaarden wurde eine kleine Kapelle, die Sint-Wivinakapel, zu Ehren der Heiligen errichtet. Sie geht in ihren Anfängen in das 17. Jahrhundert zurück und ist das Ziel der Prozession, die alle zwei Jahre am ersten Sonntag im Mai in Groot-Bijgaarden stattfindet.
Die Heilige wird auch verehrt in den Orten Chastre, Sart-Risbart und Incourt, wo eine Straße nach ihr benannt ist, in Temploux (Kapelle), Mellet (Kapelle), Overwinden (Sint Wivinakerk) und Han-sur-Lesse, wo sie auf einem Bleiglasfenster der Pfarrkirche dargestellt ist.
Wiviana gilt als Schutzpatronin derjenigen, die an Augenleiden, Halsschmerzen, Fieber oder der Pest erkrankt sind und ist hilfreich bei Maul- und Klauenseuche.

## Ikonografie
Dargestellt wird sie als Äbtissin mit Nonnenhabit, Abtsstab, einem Buch in der Hand und einem Kerzenleuchter.